# Dům odpovědnosti

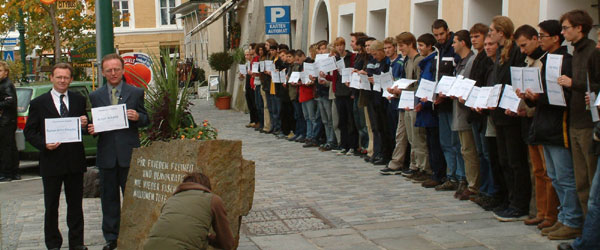
Gerhard Skiba, Andreas Maislinger a služebníci rakouské zahraniční služby vzpomínají na spravedlivost mezi národy

Dům odpovědnosti (HRB) je koncept, který se bude věnovat odpovědnosti k minulosti, aktuálním problémům a řízení budoucnosti v Braunau am Inn.

## Vznik
Tento projekt vznikl v Rakousku poté, co se rakouská strana svobodných pod Jörgem Haiderem zúčastnila ve vládní koalici, novinář Reinhold Klika z „Braunauského Vyjádření“ začal petici s mottem „Braunau dává znamení“. Innsbrucký politolog a zakladatel rakouské služby na památku holocaustu Andreas Maislinger reagoval na tuto výzvu a navrhl zařízení domů odpovědnost v rodném domě Adolfa Hitlera. Filozofický základ projektu „Dům odpovědnosti“ je kniha „Princip odpovědnosti“ od Hanse Jonase s roku 1979.

## Minulosti - Současnost – Budoucnost

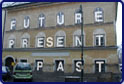
Koncept HRB

„Braunauské Vyjádření“ předložilo tento nápad 4. května 2000: Dobrovolníci ze zemí EU, rakouští civilní služebníci a bývalý služebníci rakouské zahraniční služby by měli žít a pracovat společně v domě. Tak by se měla konat výměna názorů. House of Responsibility má být něco úplně nového, rozděleno ve třech patrech.
Nechtěné dědictví a zpracování nacistické minulosti mají najít místo v přízemí. První patro bude věnováno současnosti a nabídnout lidem pomoc, přes rakouskou zahraniční službu, ale také skrz projekty o lidských právech a třetího světa. Ve druhém patře mají být vypracování nápady pro mírovou budoucnost.

## Odpovědnost v rodném městě Hitlera

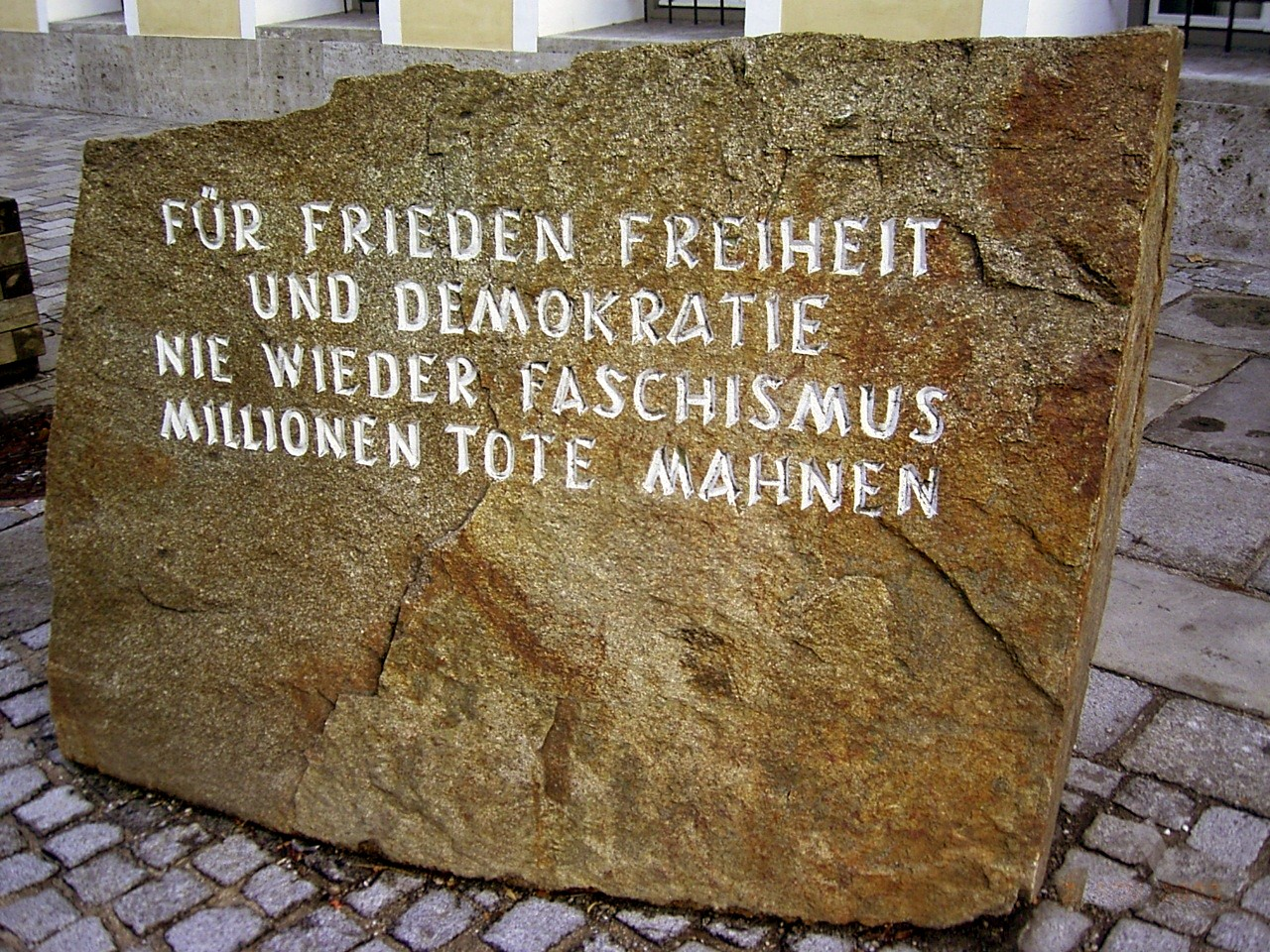
Kámen proti válce a fašismu před rodným domem Adolfa Hitlera v Braunau am Inn

Tento projekt nemohl být zrealizován v následujících letech. Myšlenka, pravě v rodném městě Adolfa Hitlera převzít odpovědnost zůstala. V roce 2005 nabídl majitel domu v bezprostřední blízkosti rodného domu Adolfa Hitlera v předměstí Salcburku Andreasu Maislingerovi realizaci projektu ve svém domě.
Dne 11. října 2009 se vyjádřil starosta Gerhard Skiba, který v roce 1989 založil kámen proti válce a fašismu před rodným domem Adolfa Hitlera, v rakouském deníku Kurier pro „Dům Míru“ nebo „Dům Odpovědnost“". Dne 12. prosince 2009 se vyjádřil v rakouském televizním pořadu „Horní Rakousko dnes“ vedle braunauského starosty také Florian Kotanko z sdružení pro časové dějiny Braunau pro projekt.

## Kritika od Svobodné strany Rakouska
Po počátečním zájmu o Braunauských dnů soudobých dějin ze strany bývalé členky Strany svobody Rakouska (FPÖ) Daniely Raschhoferové začátkem 90. let, se FPÖ Braunau am Inn téměř vždy negativně vyjádřila nad plány nacistického zpracování v městě Braunau am Inn. V braunauském zpravodajství z 8. května 2011 zástupci FPÖ tvrdili, že obec Braunau am Inn platí náklady za projekt dům odpovědnosti, přesto že to není jejích povinnost a nemohou za to, že Hitler byl narozen v Braunau am Inn.